# چومیکان
چومیکان (انگلیسی: Chumikan) یک شهر در سرزمین خاباروفسک کشور روسیه است.